# Coumestaan

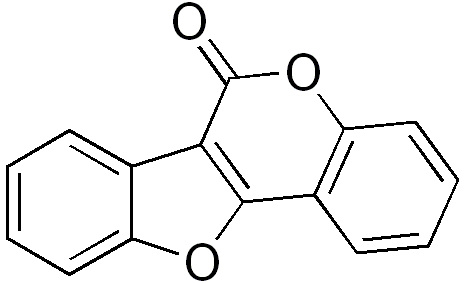
Algemene structuur van coumestaan

Coumestaan is een verzamelbegrip voor organische stoffen afgeleid van coumarine. Coumestaan is een stof die voorkomt in planten zoals Luzerne, soja en klaver. Coumestaan werkt als antioxidant en behoort tot de fyto-oestrogenen. De IUPAC-naam luidt [1]benzoxolo[3,2-c]chromen-6-on en de brutoformule luidt C15H8O3. Het is een vaste stof die smelt bij 187°C.
Voorbeelden van coumestanen vormen coumestrol, wedelolacton en plicadine.

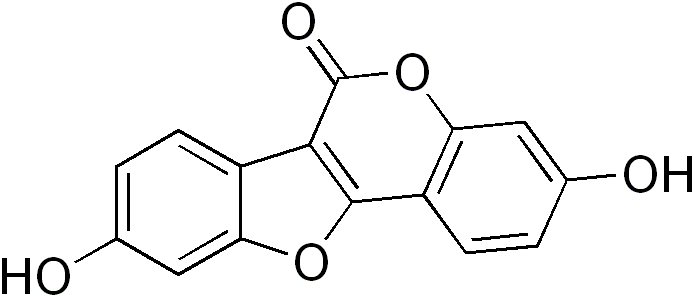
Coumestrol
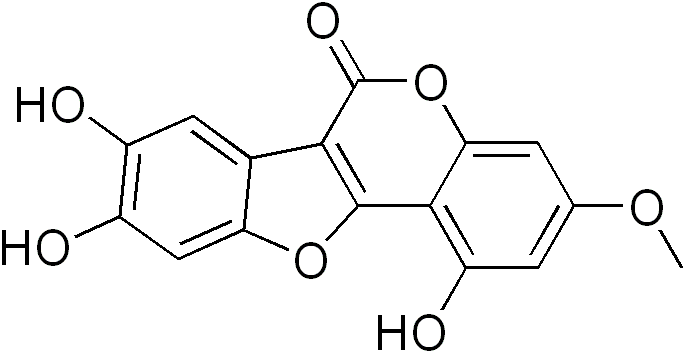
Wedelolacton
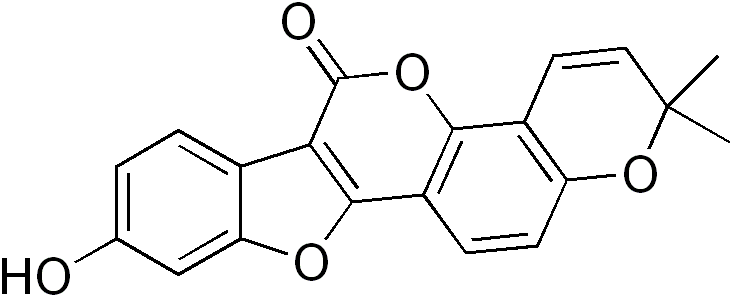
Plicadine